# Naražení na kůl

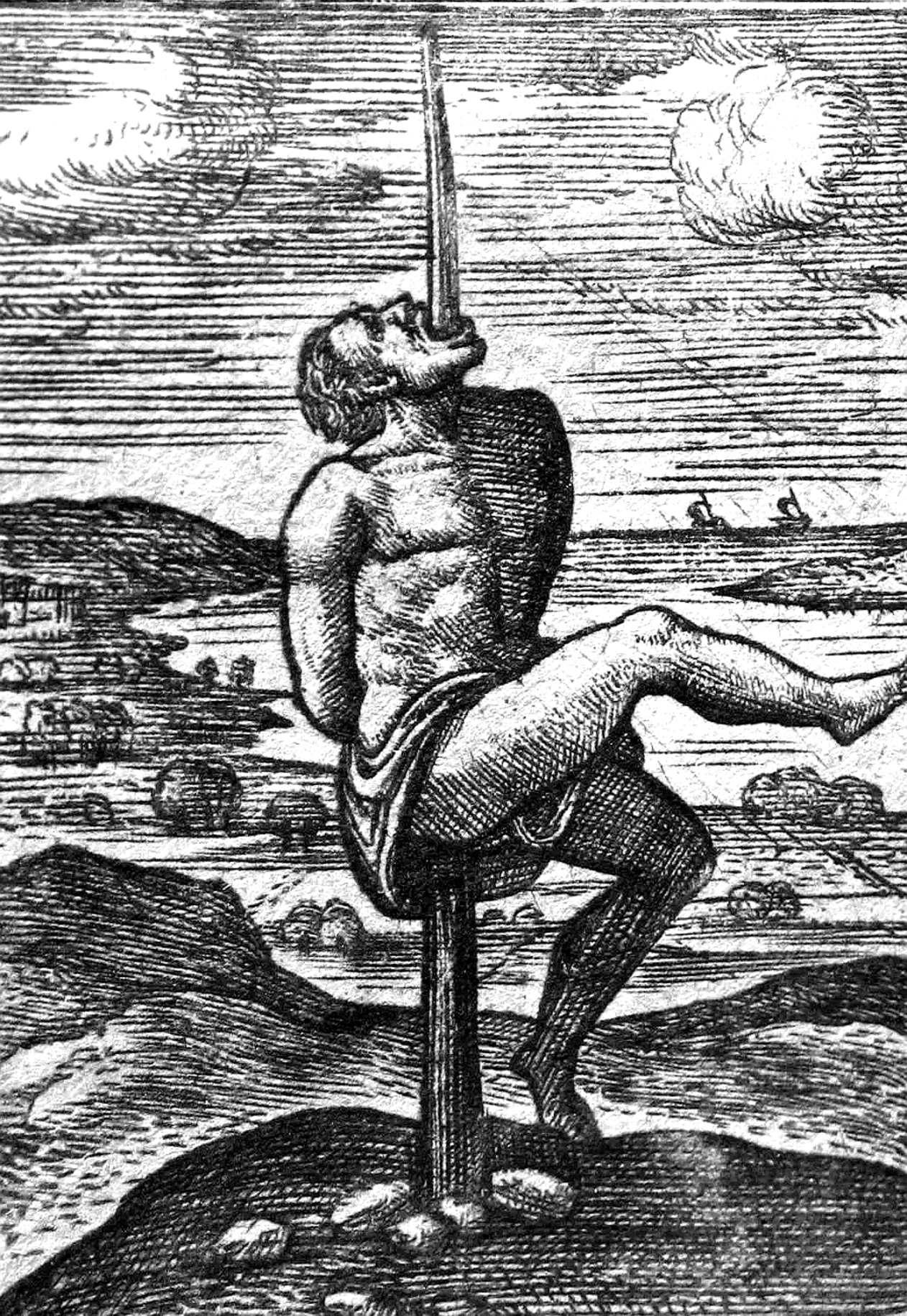
Ilustrativní obrázek ukazující naraženého na kůl

Naražení na kůl je pomalý a velmi bolestivý způsob vykonání trestu smrti, používaný v minulosti pro potrestání těch nejzávažnějších zločinů.

## Technika
Poprava se prováděla různými způsoby, zpravidla na nahém a spoutaném odsouzenci. Nejčastěji býval ležícímu člověku vbodnut nebo s pomocí palice či kladiva zaražen do řitního otvoru, v některých případech též pod kůži na zádech, do břišní dutiny nebo u žen do pochvy, zaostřený dřevěný kůl a ten je i s odsouzencem svisle postaven. Odsouzený se pak vlastní vahou pomalu nabodává na hrot a nakonec zemře vykrvácením, což může trvat několik hodin, výjimečně až tři dny.
Jindy býval odsouzenec na kůl doslova navlečen tak, že mu k nohám přivázali pár koní nebo jiných zvířat, která táhla tělo proti kůlu. V tomto případě se zpravidla používal kůl s tupou špičkou, který odsouzence usmrtil pomaleji, takže agónie mohla trvat v extrémních případech i několik dní – zpravidla však odsouzenec umíral „jen“ několik hodin. Trest také mohl být kombinován s upálením (pod nabodnutým odsouzencem kat navršil hranici a zapálil oheň) nebo zastřelením šípy, což utrpení podstatně zkrátilo.
Ve středověké Evropě se častěji prováděla poprava probitím kůlem, často spojená s pohřbením zaživa. Odsouzence, častěji to bývala žena, katovi pomocníci položili do otevřeného hrobu a zčásti zasypali hlínou. Kat jí potom na srdce přiložil kůl a poté, co byla oběť zahrabána, do ní kůl palicí nebo kladivem zarazil. Probití kůlem mělo odsouzeným zkrátit utrpení, a současně zabránit tomu, aby se z jejich těl stali upíři. Tento trest se nejčastěji, a to až do 18. století, používal pro ženy, které zabily vlastní dítě nebo pro travičky. Místy, například ve Švýcarsku, jím byli trestáni i muži. V tomto případě sloužil jako „zrcadlový trest“ za znásilnění panny. Ve Cvikově byl roku 1348 společně položen do hrobu a probit jedním kůlem cizoložný pár, o podobném trestu jsou zprávy i z našeho území, konkrétně z Jihlavy.

## Historické užití

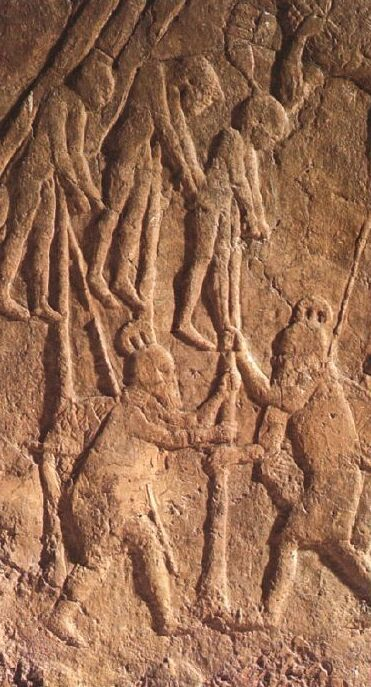
Asyrští vojáci krále Sinacheriba narážejí na kůly zajaté Izraelity

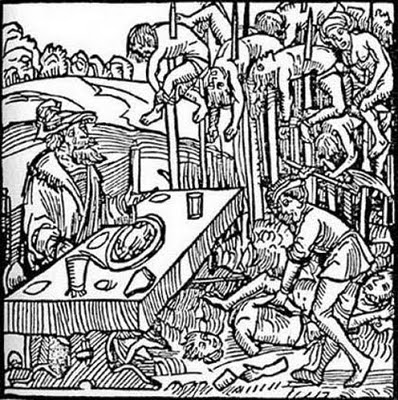
Vlad III. Dracula přihlíží hromadné popravě osmanských zajatců

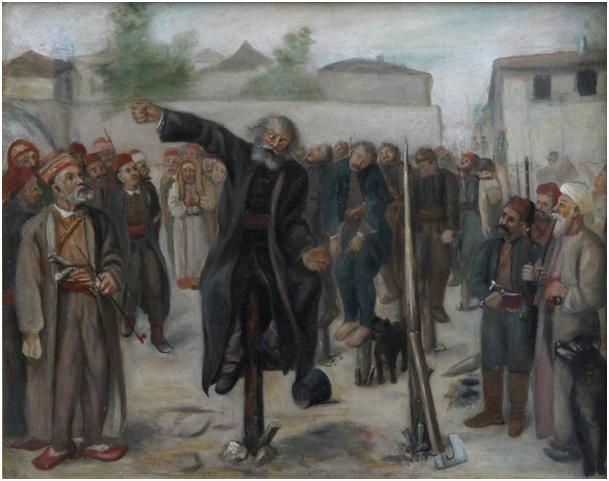
Osmanští vojáci narážejí na kůl vůdce srbského povstání z roku 1814

Zprávy o narážení na kůl pocházejí již ze starověké Mezopotámie a Egypta z 2. tisíciletí př. n. l.. Velmi rozšířený byl v jihozápadní a jižní Asii, některých oblastech Afriky, ve středověku a raném novověku také na Balkáně a ve východní části Evropy. V současnosti není užíván žádným státem jako legální forma trestu smrti

### Asie a Afrika
- Nejstarší doklady o tomto způsobu popravy najdeme v Chammurapiho zákoníku, který jej ukládá jako trest ženám za vraždu vlastního manžela. Chetité jím trestali čarodějnictví. Velkého rozšíření dosáhlo narážení na kůl ve starověké Asýrii, zejména v období Novoasyrské říše takto byli hromadně popravováni povstalci a obyvatelé dobytých měst, která se odmítla vzdát asyrské armádě, například v roce 701 takto král Sinacherib naložil s několika tisíci obyvatel judského města Lachiše. Stejně trestali své odpůrce králové Aššurnasirpal II., Sargon II. nebo Aššurbanipal. V menší míře se tento trest uplatňoval např. ve starověkém Egyptě, říši Chetitů, v království Mitanni a v Perské říši, kde např. král Dareios I. nechal roku 522 nabodat na kůly 50 vůdců povstání v Babylónii a jistého Faortese, který proti němu povstal v Médii. Podle některých zpráv takto nechal Alexandr Veliký potrestat zrádného satrapu Béssa, který zavraždil Dareia III., posledního perského krále z dynastie Achaimenovců.
- Později ve středověku byl tento způsob popravy velmi rozšířený v muslimských státech, jako byl arabský chalífát, Osmanská říše či sáfíjovská Persie, zejména pro pachatele vážných zločinů, jako byla vzpoura, vražda panovníka nebo jiného vysoce postaveného člověka či zrada. Ještě roku 1800 byl takto v Egyptě popraven atentátník, který zastřelil francouzského generála Klébera. Osmané se tímto způsobem zbavovali nepřátelských zajatců, například po bitvě u Plášťovců mezi císařskými a tureckými vojsky v roce 1554 byl Turky naražen na kůl císařský velitel Erasmus von Teufel, roku 1689 byl ve Skopji Turky naražen na kůl vůdce bulharského povstání Petar Karpoš (též Carpoš), v letech 1812–1814 tento osud postihl několik vůdců srbských povstání a v letech 1821–1827 zajaté řecké bojovníky během řecká války za nezávislost.
- V Indii byl tento trest používán od starověké říše Maurjů až do 19. století, zejména pro povstalce a královrahy. V polovině 7. století dal král Nedumaran z dynastie Pándjů, poté co konvertoval od džinismu k hinduismu, ve městě Madurai v jižní Indii hromadně narážet na kůly džinisty.
- Vládce jihoafrických Zulů Šaka tímto způsobem v 19. stol. usmrcoval své oponenty, zběhlé vojáky a lidi obviněné z používání magie. Zulové odsouzencům zarazili do konečníku kus špičatého dřeva a ještě živé je pohodili v buši napospas hyenám a supům. Stejným trestem hrozí nigerijská tajná společnost Abwoi svým členům, pokud by prozradili tajemství zasvěcení. Ojediněle byly takové případy popsány ještě kolem roku 1980.

### Evropa
Z evropských zemí se narážení nejvíce používalo v průběhu středověku a raného novověku v Rusku, Polsku, Uhrách a na Balkáně. Patrně se sem rozšířilo druhotně z Asie s nájezdy Mongolů, Tatarů a Turků. V Rusku bylo narážení na kůl legální formou trestu smrti za vlády cara Ivana Hrozného, který tak trestal především své politické odpůrce, včetně vysoké šlechty. Dal takto zabít např. knížata Michala Čerkasského (1571) a Borise Tulupova (1575). Ještě car Petr I. Veliký takto dal v roce 1718 popravit Stěpana Glebova, milence své bývalé manželky Jevdokije.
V dnešním Rumunsku byla tato forma trestu smrti velmi rozšířena v 15. století za vlády knížete Vlada Draculy, který proto získal přízvisko Țepeș, což rumunsky znamená Napichovač. Podobně jako Ivan Hrozný také on používal tento trest jako nástroj politického teroru proti vlastní šlechtě (bojarům), a zejména k proti Osmanům. Vlad Dracula dával masově narážet na kůly zajaté osmanské vojáky, ale také civilisty. Také Uhry a Polsko tento trest používaly po většinu středověku a raného novověku hlavně pro zrádce, povstalce a dezertéry. 
V západní, střední a severní Evropě bylo narážení na kůl užíváno je vzácně a naráželo na odpor. Platí to pro Anglii, kde během válek růží tímto způsobem trestal své nepřátele stoupenec krále Eduarda IV. John Tiptoft, hrabě z Worcesteru. Před rokem 1460 podnikl pouť do Svaté země, pobýval ve Valašsku a v Itálii, kde se s touto formou popravy seznámil. Po bitvě u Empinghamu v roce 1470 dal nabodat na kůl zajaté rytíře, kteří bojovali na straně Lancasterů. Když byl následujícího roku zajat Lancastery a odsouzen Jindřichem VI. k smrti, bylo mu kladeno za vinu i zabíjení zajatců tímto "nezvyklým a odporným" způsobem. Podobně tomu bylo ve Švédsku, kde se trest užíval za bojů s Dány o provincii Skåneland a ostrov Bornholm v polovině 17. století. Švédové ho přejali z Polska, kde v téže době válčil švédský král Karel X. Gustav. V 16. století tento trest používali i španělští conquistadoři při trestání vzbouřených Indiánů, jako byl Caupolícán, náčelník Mapučů, popravený roku 1558. 
Ve střední Evropě se narážení na kůl používalo zřídka, roku 1581 byl v Neustadtu v Rýnské Falci nabodnut na kůl a pálen žhavými kleštěmi jakýsi Simeon Fleischer, který údajně zavraždil 19 žen. Dalším známým případem byl Paulus Gämperl, odsouzený roku 1600 v Mnichově za čarodějnictví, kat ho nejprve narazil na kůl, a poté kolem něj navršil hranici, jíž zapálil. Podobné popravy se v 16. a 17. století vzácně prováděly i ve Švýcarsku.
S odporem se narážení na kůl setkalo i v českých zemích, kde se ho pokoušel pod uherským a polským vlivem zavést král Vladislav II. Jagellonský. Například v roce 1517 byli lámáni kolem a naraženi na kůl druhové loupeživého rytíře Jindřicha Bohnického, který vyhlásil nepřátelství Starému Městu pražskému. Podle letopisce jeden z odsouzenců naražený na kůl „prosil kata, aby ho zabil, pak se snažil kývat kůlem, aby se s ním vyvrátil a spadl, že by tak snad rychleji umřel“. Roku 1570 byl v Ivančicích nabodnut na kůl loupežník Paul Wasansky (Pavel Vašanský), což je poslední známý případ tohoto způsobu popravy v českých zemích. Probití kůlem, spojené s pohřbením zaživa se však používalo pro ženy travičky a vražedkyně až do poloviny 18. století. Často ale kat odsouzenou napřed sťal a probití prováděl až poté na jejím mrtvém těle.

### 20. století
Narážení na kůl bylo naposledy masivně používáno osmanskými vojáky za arménské genocidy na počátku 20. století. Jugoslávští partyzáni za II. světové války údajně naráželi na kůly zajaté ustašovce. Podle maďarského historika Tibora Cserese byl ještě roku 1946 tímto způsobem v Novém Sadu popraven maďarský válečný zločinec generál Ferenc Szombathelyi, což by byl poslední známý případ popravy naražením na kůl v Evropě, ovšem srbské zdroje uvádějí, že Szombathelyi byl zastřelen popravčí četou. 
Podle neověřených zpráv za 2. světové války Japonci v Jihovýchodní Asii naráželi na bambusové kůly britské a americké zajatce i vzbouřené místní obyvatele. Také vietnamští vojáci se prý takto příležitostně zbavovali zajatých Francouzů během Indočínské války, a později amerických vojáků za války ve Vietnamu, důkazy o tom však chybějí. Během tzv. špinavé války v Argentině byli tímto způsobem vojenskou juntou prezidenta Videly likvidováni lidé podezřelí ze sympatií k levicovým teroristům, jednou z obětí byl i šestnáctiletý student Floreal Edgardo Avellaneda, zavražděný v květnu 1976.

## Osoby popravené naražením na kůl (výběr)
- Tomáš Slovan: 823
- župan Petr, vrah královny Gertrudy Meránské: 1213
- Hamza Paša a několik tisíc dalších skutečných nebo domnělých odpůrců Vlada III. Draculy: 1456–1462
- Erasmus von Teufel: 1552
- Caupolicán, náčelník Mapučů: 1558
- Štěpán VII. Moldavský:1595
- Philip de Brito: 1613
- ataman Ivan Zaruckij: 1614
- Alexandr Kostka-Napierski: 1652
- Gašpar Pika: 1672
- Pedro Calungsod: 1672
- Sulejmán z Aleppa, vrah generála Klébera: 1800
- Athanasios Diakos: 1821

## Fikce
Henryk Sienkiewicz v románu Ohněm a mečem líčí, jak polští vojáci v 17. století narazili na kůl zajatého kozáka Doňce. V jeho dalším románu Pan Wolodyjowski i v jeho zfilmované verzi je naražením na kůl potrestán zrádný Azja, syn Tuhaj Bejův.
V různých hororech je probodení kůlem prostředkem k ničení upírů.
Podivná vražda naražením na kůl hraje důležitou roli v českém detektivním seriálu Labyrint.